# Heather Williams
Pour les articles homonymes, voir Williams.
Heather Williams (née en 1977) est une physicienne médicale britannique qui travaille au centre de médecine nucléaire de la NHS Foundation Trust du centre de l’université de Manchester. Elle est également maître de conférences à la Faculté de Biologie, Médecine et Santé de l'Université de Manchester, ainsi qu'à l'Université de Salford et à l'Université de Cumbria.

## Jeunesse et éducation
Heather Williams est né le 20 juin 1977, Kingston upon Hull. Williams a obtenu un B.Sc. en physique avec la physique médicale à l'Université de Nottingham, avant un M.Sc. en physique et en informatique avec la médecine et la biologie à l'Université de Manchester.  Au cours de sa formation postdoctorale au Christie Hospital NHS Trust, elle a effectué des stages en médecine nucléaire, en radiologie diagnostique, en imagerie par résonance magnétique et en radiothérapie. En 2004, Williams a obtenu une thèse intitulée Développement de mesures quantitatives pour l’évaluation de la réponse clinique à l’aide de la tomographie par émission de positrons de la société UMIST.

## Recherche
Depuis l'obtention de son doctorat, Williams a travaillé pour le NHS, d'abord aux hôpitaux universitaires du centre de Manchester et actuellement au Christie. Son rôle consiste à fournir un soutien scientifique à l'imagerie de routine et à l'améliorer par la recherche, le développement et l'enseignement. Ses recherches en imagerie couvrent un large éventail de sujets, notamment l'évaluation de la performance d'une caméra gamma et d'un PET, la quantification de l'absorption de radiotraceurs, la conception de méthodes de recherche clinique utilisant l'imagerie cérébrale, vasculaire et du cancer, et des projets plus inhabituels tels que les mécanismes d'imagerie pour éliminer la radioactivité de l'environnement et le suivi. mouvement de respiration à l'aide du Microsoft Kinect. Williams est un chercheur clinicien agréé par l'État, conférencier honoraire de l'Université de Manchester et membre de l'Institute of Physics and Engineering in Medicine (IPEM) et de l'Institute of Physics (IOP).

## Politique et engagement public
Williams est une défenseure de la communication scientifique auprès d'un public non expert. Elle donne régulièrement des conférences publiques et participe à des tables rondes dans des écoles, des universités, des conférences et des festivals. Elle a également jugé plusieurs compétitions prestigieuses, notamment Big Bang North West et STEM for Britain. Elle est apparue sur scène avec Alice Roberts, Brian Cox, Dallas Campbell, Helen Czerski, Jim Al-Khalili et Sophie Scott, entre autres. En 2014, le Science Council l'a classée parmi les 100 meilleurs scientifiques en exercice au Royaume-Uni. Williams a fait des démonstrations scientifiques sur Bang Goes the Theory de la BBC, animé des ateliers pour Teen Tech et est consultant pour le Ogden Trust. Elle contribue régulièrement à la radio et à la presse écrite, et a fourni des témoignages d'experts au Parlement anglais,.

## Diversité
Après les efforts de la Commission européenne visant à encourager les filles à la science avec leur vidéo "La science, c'est une affaire de filles!", Williams a reconnu qu'il existait un besoin national pour les scientifiques de contribuer au déséquilibre hommes-femmes dans leurs disciplines. En 2012, Williams a créé Science Grrl, un réseau national populaire destiné à célébrer et à soutenir les femmes dans les sciences. Aujourd'hui, elle est l'un des trois directeurs du groupe à but non lucratif, supervisant diverses activités nationales, coordonnant le site Web et organisant des événements réguliers à Manchester. Science Grrl soutient dix-neuf sections locales à travers le pays, qui aident les scientifiques à trouver des opportunités de conférence proches de celles-ci. Ils ont inspiré plusieurs groupes internationaux dont le réseau français WAX. En 2014, Science Grrl a publié "À travers les deux yeux: arguments en faveur de la perspective de genre dans les STEM". Le travail de Williams avec ScienceGrrl a été reconnu en 2015 lorsque l'Université de Nottingham en a fait une lauréate de l'alumni. Williams est actuellement membre du comité du groupe Women in Physics de l'IOP et a été secrétaire et présidente du conseil d'administration. Elle représente désormais l'Institut de physique au sein de la Plateforme européenne pour les femmes scientifiques (EPWS). En 2017, elle a reçu le prix Phillips IOP Phillips pour ses services distingués rendus par le biais du groupe Femmes en physique